# Mesoclemmys zuliae
Espèce
Synonymes
- Phrynops zuliae Pritchard & Trebbau, 1984

Statut de conservation UICN

 VU B1+2c : Vulnérable
Mesoclemmys zuliae est une espèce de tortue de la famille des Chelidae.

## Répartition
Cette espèce est endémique de l'État de Zulia au Venezuela. Sa présence dans le département de Norte de Santander en Colombie est incertaine.

## Étymologie
Cette espèce est nommée en référence au lieu de sa découverte, l'État de Zulia.

## Publication originale
- Pritchard & Trebbau, 1984 : Phrynops (Batrachemys) zuliae new species. The Turtles of Venezuela, p. 135-142.